# AM-4030
AM-4030 je analgetik koji je kanabinoidni agonist. On je derivat HU-210 koji je supstituisan sa 6β-((E)-3-hidroksiprop-1-enil) grupom. To dodaje "južnu" alifatičnu hidroksilnu grupu u molekul, tako da je AM-4030 hibridna struktura između klasičnih i neklasičnih kanabinoidnih familija. 6-Hidroksialkilni lanac donosi krutost usled prisustva dvostruke veze sa definisanom stereohemijom. Usled toga AM-4030 ima povišenu selektivnost.